# Α-环糊精

α-环糊精是由六个葡萄糖分子构成的环状分子，为可溶于水的低毒白色固体。它的准圆柱内部可以结合并释放其它分子，可以用于医药。这个化合物也因其可以形成包合物的主客体性质有了广泛研究，如生物分子的手性识别。

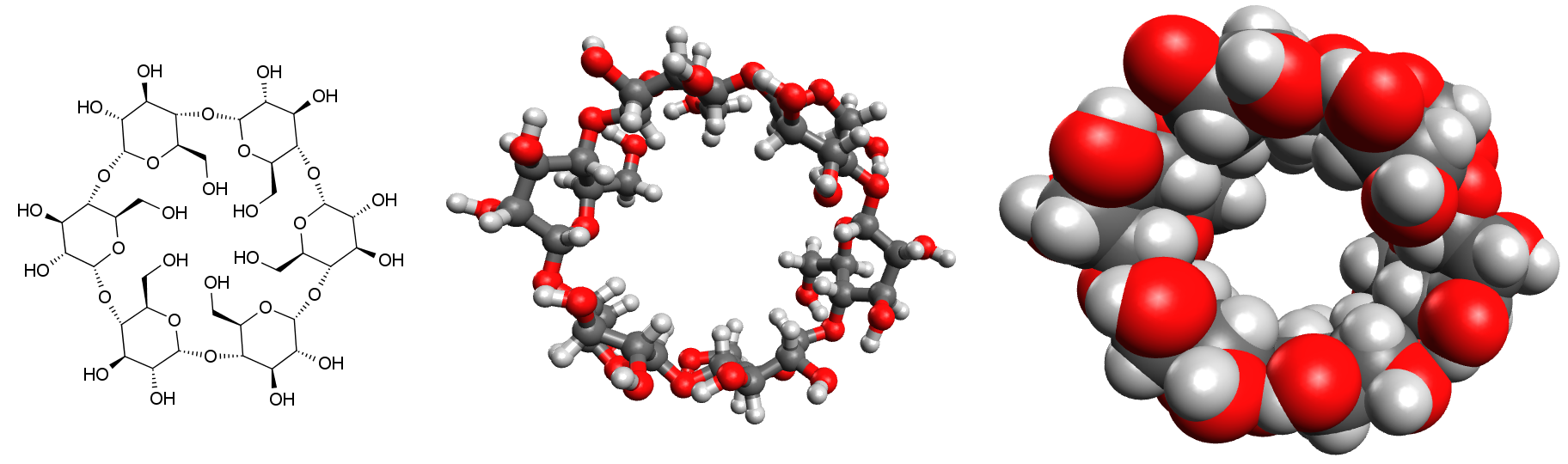
α-环糊精的三种表示。